# (33639) 1999 JB81
1999 JB81 (asteroide 33639) é um asteroide da cintura principal. Possui uma excentricidade de 0.03096010 e uma inclinação de 14.20378º.
Este asteroide foi descoberto no dia 12 de maio de 1999 por LINEAR em Socorro.